# Conseil de la vallée du Richmond
Le conseil de la vallée du Richmond (en anglais : Richmond Valley Council) est une zone d'administration locale située dans l'État de Nouvelle-Galles du Sud en Australie, dont le siège est Casino. 

## Géographie
La zone s'étend sur 3 051 km2 au nord-est de la Nouvelle-Galles du Sud et abrite la plus grande partie du cours du Richmond, auquel elle doit son nom. Elle est traversée par la Pacific Highway, la Bruxner Highway et la North Coast railway. 
C'est une région agricole d'élevage et de culture de céréales et de canne à sucre. Il existe une plantation de pacaniers à 10 km à l'est de Casino.
Elle abrite la ville de Casino, ainsi que les localités de Coraki, Coraki Est, Evans Head, Stratheden, Tatham, Tomki et Woodburn.

## Histoire
La municipalité de Casino est créée en 1880. Le comté de Tomki fusionne avec la ville de Woodburn en 1976 pour former le comté du Richmond, qui lui-même fusionne avec Casino donnant naissance au conseil de la vallée du Richmond le 21 février 2000.

## Démographie
| 2001   | 2006   | 2011   | 2016   | 2021   |
| ------ | ------ | ------ | ------ | ------ |
| 20 326 | 21 313 | 22 037 | 22 807 | 23 565 |

## Politique et administration
Le conseil comprend sept membres, dont le maire, élus pour un mandat de quatre ans. À la suite des élections du 4 décembre 2021, le conseil est formé de cinq élus du Robert Mustow's Group B, un travailliste et un indépendant.

### Liste des maires
| Période        | Période        | Identité       | Étiquette   | Qualité |
| -------------- | -------------- | -------------- | ----------- | ------- |
| septembre 2012 | septembre 2016 | Ernie Bennett  |             |         |
| septembre 2016 | en fonction    | Robert Mustow, | Indépendant |         |

La zone est rattachée à la circonscription de Page pour les élections fédérales et à celle de Clarence pour les élections à l'Assemblée législative de Nouvelle-Galles du Sud.